# G6PC3
G6PC3 (англ. Glucose-6-phosphatase catalytic subunit 3) – білок, який кодується однойменним геном, розташованим у людей на короткому плечі 17-ї хромосоми. Довжина поліпептидного ланцюга білка становить 346 амінокислот, а молекулярна маса — 38 735.
| 10         |  | 20         |  | 30         |  | 40         |  | 50         |
| ---------- |  | ---------- |  | ---------- |  | ---------- |  | ---------- |
| MESTLGAGIV |  | IAEALQNQLA |  | WLENVWLWIT |  | FLGDPKILFL |  | FYFPAAYYAS |
| RRVGIAVLWI |  | SLITEWLNLI |  | FKWFLFGDRP |  | FWWVHESGYY |  | SQAPAQVHQF |
| PSSCETGPGS |  | PSGHCMITGA |  | ALWPIMTALS |  | SQVATRARSR |  | WVRVMPSLAY |
| CTFLLAVGLS |  | RIFILAHFPH |  | QVLAGLITGA |  | VLGWLMTPRV |  | PMERELSFYG |
| LTALALMLGT |  | SLIYWTLFTL |  | GLDLSWSISL |  | AFKWCERPEW |  | IHVDSRPFAS |
| LSRDSGAALG |  | LGIALHSPCY |  | AQVRRAQLGN |  | GQKIACLVLA |  | MGLLGPLDWL |
| GHPPQISLFY |  | IFNFLKYTLW |  | PCLVLALVPW |  | AVHMFSAQEA |  | PPIHSS     |

A: Аланін

C: Цистеїн

D: Аспарагінова кислота

E: Глутамінова кислота

F: Фенілаланін

G: Гліцин

H: Гістидин

I: Ізолейцин

K: Лізин

L: Лейцин

M: Метіонін

N: Аспарагін

P: Пролін

Q: Глутамін

R: Аргінін

S: Серин

T: Треонін

V: Валін

W: Триптофан

Кодований геном білок за функцією належить до гідролаз. 
Задіяний у такому біологічному процесі, як глюконеогенез. 
Локалізований у мембрані, ендоплазматичному ретикулумі.